# Santiago de Cuba
Santiago de Cuba é uma cidade cubana, capital da província homônima situada no leste do país. Suas coordenadas geográficas são 20.01°N, 75.82°W. É a segunda cidade mais importante do país, com cerca de 500 mil habitantes.

## Fundação
Foi fundada pelo conquistador espanhol Diego Velázquez de Cuéllar, no dia 28 de junho de 1514. Em 1516 o estabelecimento foi destruído por um incêndio, mas foi imediatamente reconstruído graças ao trabalho árduo e dedicado de voluntários. Este foi o ponto inicial das expedições conduzidas por Juán de Grijalba e Hernán Cortez em direção à costa marítima do México, em 1518.
A primeira catedral foi construída na cidade em 1528. Em 1538, foi empreendida uma nova expedição por Hernando de Soto, em direção à Flórida. De 1522 a 1589, Santiago foi a capital da colônia espanhola de Cuba. Em 1553 a cidade foi saqueada por forças francesas e, em 1662, pilhada por forças inglesas, sob o comando de Sir Christofer Myngs.

## Educação e Cultura
A cidade experimentou influências de imigrantes franceses no período entre o final do século XVIII e o início do século XIX, muitos procedentes do Haiti e da revolta escrava haitiana ocorrida em 1791. Isto gerou uma miscigenação racial e cultural eclética, acrescentando-se à já rica cultura Hispânica, a Africana. A Espanha mais tarde rendeu-se aos Estados Unidos, depois da destruição da frota espanhola que se encontrava nas imediações do porto atlântico de Santiago.
Santiago foi também o lar do herói revolucionário Frank País. Foi ainda a cidade natal do poeta José María Heredia.
Santiago de Cuba é bem conhecida por sua influente vida cultural. Alguns dos mais famosos músicos cubanos, incluindo Compay Segundo, Ibrahim Ferrer e Eliades Ochoa, todos dos quais fizeram parte do Buena Vista Social Club, nasceram nesta cidade ou em um dos arredores dela. Eles têm contribuído para a divulgação da música típica cubana. Além disso, Santiago de Cuba é também conhecida por suas danças tradicionais, mais notavelmente um ritmo do qual o gênero musical "salsa" é derivado. Também se destaca o "guaguancó", que é acompanhado somente por percussão. A cidade é ainda conhecida pelo seu Carnaval, o qual é estranhamente celebrado em Julho de cada ano, semelhante às micaretas brasileiras, que se caracterizam como carnavais fora de época.
Santiago de Cuba possui vários instituições de educação superior. Entre os mais importantes estão a Universidade do Oriente, o Instituto Superior de Ciências Médicas e o Instituto Superior Pedagógico "Frank País".
Durante esse Carnaval de Santiago de Cuba, o ritmo tradicional "conga" é executado nas ruas, usando um trompete, chamado por eles de "trompeta china".

## Religião
Uma quantidade relativamente elevada de pessoas residentes em Santiago de Cuba aderiram às religiões afro-cubanas, mais notavelmente a "santeria". A cidade hospeda uma importante comunidade de descendentes de imigrantes Haitianos, desde o século XIX, tendo recebido influências diretas do povo do Haiti.

## População
Num levantamento estatístico realizado no ano de 2004, a municipalidade de Santiago de Cuba registrou uma população estimada em 494 337 habitantes, distribuída numa área total de 1 024 km², e apresentando uma densidade demográfica de 482 habitantes por quilômetro quadrado.

## Personalidades
- Emilio Correa (1953-), boxeador, campeão olímpico em 1972, nasceu em Santiago de Cuba.
- Daniel Núñez (1958-), levantador de peso, campeão olímpico em 1980.
- Marco Misciagna (1984-), violinista e violista italiano, recebeu o título de Visitante Honorável da cidade de Santiago de Cuba.

## Cidade Irmã
Sua cidade irmã se localiza no Grande ABCD. Diadema é um município brasileiro do estado de São Paulo, Região Sudeste do país. Ocupa uma área de 30 796 km² e sua população estimada em 2013 é de 406 718 habitantes, segundo o IBGE,[7] sendo então o décimo quarto mais populoso do estado e o 55º do Brasil.